# سازمان محتوای خلاق کره
سازمان محتوای خلاق کره (انگلیسی: Korea Creative Content Agency) (KOCCA) یک سازمان دولتی در کره جنوبی است که وابسته به وزارت فرهنگ، ورزش و جهانگردی و مسئول محتوای فرهنگی حاکم است. این سازمان به عنوان بخشی از شراکت خود با بانک صادرات واردات کره، وام‌هایی را برای شرکت‌های کوچک تولیدکننده محصولات فرهنگی مانند برنامه‌های تلویزیونی، فیلم‌ها، بازی‌ها و مجموعه‌های پویانمایی فراهم می‌کند.